# 陈宝书
陈宝书（1792年—1880年），谱名文森，庠名兰，字丛木，号玉堂，一号春谷，湖北省蕲春县檀林镇桐山村陆基塆人。前清文林郎，蕲州名儒。

## 生平
少从岁贡生陈半菴先生游，究心经之学。然耻于流俗及口耳剽窃之作，至清道光初年，才以州试第一应王学宪院试入州庠，后屡试优等，然入秋闱十余次讫不遇。自此气不馁而志益坚，习《六经》，熟《汉史》，于《十三经》与《涑水通鉴》及《周官》、《尔雅》，尤是精力所萃。时家资裕厚，书籍足备，且性聪达，故所闻于庭训者，皆博览强记，致根柢日厚，所为制艺文，穿穴经义，湛深理要而气味古朴，不屑于铺张雕琢。又喜作诗古文辞，随意抒写，稿定辄弃去，惜不自珍。亦工书法，其敏捷擅绝一时，诸经皆有手抄本，因咸同年间兵燹，连其所著文稿俱失，时存者有楷抄《尔雅》一部、草书抄制艺并杂体文各一部，此外，有朱圈《前汉书》、《后汉书》共八卷，单圈断句，连圈揭要，轻重浓淡，均净无比，极属珍贵，惜其均佚。
陈宝书穷极搜览，博尽能记，所阅诸编，至老不忘。青壮时所抄制艺文稿数百篇失，及龄逾八旬，年臻耄耋，犹一一默写成帙，无脱伪字句，且日手一编，吚晤不辍，吟咏自娱。其子陈瑞林在撰写《审斋公谱传》中提及：“族中熟记书卷者，推家大人，六经不遗一字”。这种强记率类，非天资亮拔倜傥不可为，其笃学事略载入《蕲州志》（清光绪八年刻印本）。
陈宝书身躯伟岸，蚕眉胆准，仪容骏奕，性率真而卓然，嗜学问而尊师，及老见师陈半菴先生，仍严惮如受经时，邑中传为美谈。

## 家庭
- 祖父陈嵩山，清朝太学生。
- 父亲陈琢菴，蕲州庠生，清朝例赠文林郎。
- 长子陈大镛，清朝例授卫守府；次子陈瑞林，清朝举人，国史馆謄录，议叙知县；三子陈瑞宾，职员；四子陈滋懋，蕲州庠生；五子陈涧香，积学能文（早逝）。
- 孙陈国瓒，清朝副榜，资政院议员；孙陈国曹，蕲州庠生；孙陈国珩，国学生；孙陈国琪，清朝举人，蕲州劝学所首任总董。
- 曾孙陈志纯，清朝蕲州庠生，中国同盟会会员，中华民国大陆时期政治人物，中华民国汉阳县县长，中共武汉市人民法院副院长；曾孙陈廷璆，中华民国通山县公安局局长、蕲春县第四区区长；曾孙陈允中，蕲春县知名中药师；曾孙陈胜东，中华民国汉阳县政府科员、蕲春县抗日民众战时动员委员会第一股主任、蕲春县檀林大仁乡乡长。
- 玄孙陈其谔，中国造船工程技术专家，中国远洋运输总公司副总工程师、机务处处长；玄孙陈其锳，汉口自来水公司高级工程师；玄孙陈其锖，蕲春县知名中医。
- 来孙陈航，海军司令部正团职军官，现在北京市某区直机关工作。